# 島根県道273号吉田頓原線
島根県道273号吉田頓原線（しまねけんどう273ごう よしだとんばらせん）は、島根県雲南市から飯石郡飯南町に至る一般県道である。

## 概要
雲南市吉田町吉田から飯石郡飯南町頓原に至る。

### 路線データ
- 起点：島根県雲南市吉田町吉田（島根県道38号掛合上阿井線交点）
- 終点：島根県飯石郡飯南町頓原（頓原交差点、国道54号交点）

## 地理

### 通過する自治体
- 島根県
  - 雲南市 - 飯石郡飯南町

### 交差する道路
| 交差する道路             | 市町村名 | 市町村名 | 交差する場所 | 交差する場所      |
| ------------------------ | -------- | -------- | ------------ | ----------------- |
| 島根県道38号掛合上阿井線 | 雲南市   | 雲南市   | 吉田町吉田   | 起点              |
| 国道54号                 | 飯石郡   | 飯南町   | 頓原         | 頓原交差点 / 終点 |

### 沿線
- 雲南市立吉田中学校（起点付近）
- 吉田郵便局（起点付近）
- 飯南町立頓原小学校
- 飯南町立頓原中学校